# Nový Svět (Vysoká)
Nový Svět (německy Neuwelt) je základní sídelní jednotka obce Vysoká v kraji Vysočina. Spolu s Čistou a Vysokou tvoří katastrální území Vysoká u Havlíčkova Brodu. Nachází se asi 5,5 km jihovýchodně od centra Havlíčkova Brodu.
Asi 550 metrů na východ od Nového Světa leží Novosvětský rybník. Nedaleko se nacházejí též osady Čistá a Mendlova Ves a samoty Melichov a U Smrčáků. Je zde registrováno 16 čísel popisných (bez samoty U Smrčáků). Stojí zde kříž, nachází se zde též drobný rybník.